# Korbáčik

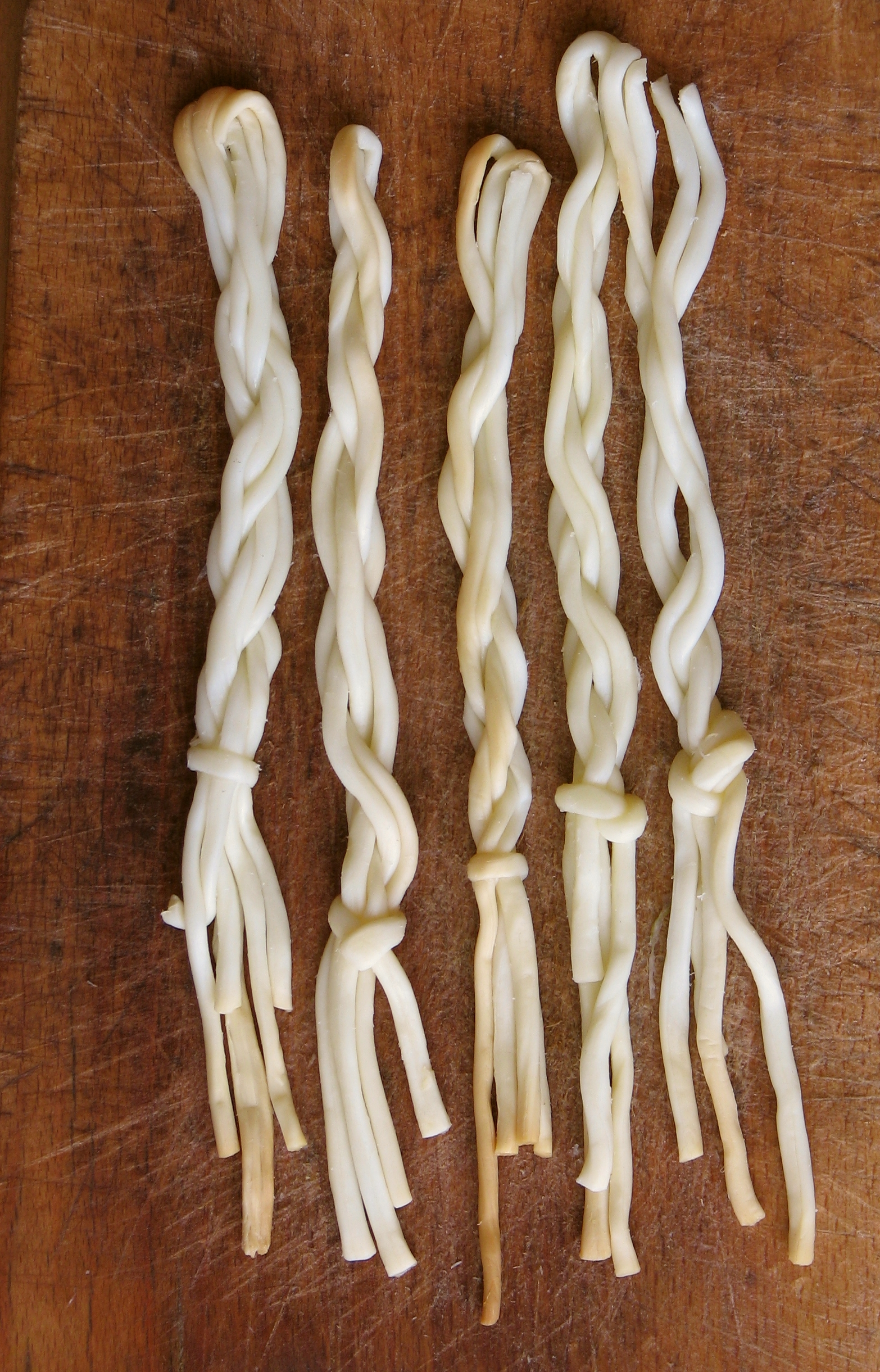
Geräucherte korbáčiky

Korbáčik (Aussprache: ˈkɔrbaːtʂik, Plural korbáčiky, deutsch etwa „kleine Karbatsche“) ist ein slowakischer Käse aus Kuhmilch aus der Landschaft Orava. Er ist auch in Südpolen unter dem Namen korbacz (Plural korbacze) bekannt. Nach mündlicher Überlieferung wurde dieser Käse erstmals in Zázrivá in der zweiten Hälfte des 19. Jahrhunderts hergestellt.
Der Käse wird durch Dämpfen von teilweise überreifem Klumpenkäse in heißem Wasser durch Ziehen von Fäden hergestellt. Diese sind 2 bis 10 mm dick und heißen in der regionalen Mundart vojky. Die so gezogenen Fäden werden dann zu einer charakteristischen Form, ähnlich einer Karbatsche oder einem Zopf, geflochten. Die korbáčiky sind in geräucherten und nicht geräucherten Varianten erhältlich. Die geräucherte Variante ist gelblich bis goldgelb mit einem Raucharoma und etwas höherem Salzgehalt, die nicht geräucherte ist hingegen weiß bis cremeweiß mit einem salzigen und leicht säuerlichen Geschmack.
Seit 2011 sind die Herkunftsbezeichnungen Oravský korbáčik und Zázrivský korbáčik geschützte geografische Angaben (g.g.A.) nach EU-Recht. Die Rezeptur ist für beide Herkunftsbezeichnungen identisch, einziger Unterschied ist das Herstellungsgebiet. Für Oravský korbáčik ist dies die Landschaft Orava mit den Okresy Dolný Kubín, Námestovo und Tvrdošín, für Zázrivský korbáčik einzig das Gemeindegebiet von Zázrivá.